# Distretto di Yenimahalle
Il distretto di Yenimahalle (in turco Yenimahalle ilçesi) è uno dei distretti della provincia di Ankara, in Turchia. Parte del distretto è compresa nel comune metropolitano di Ankara.